# Olin Downes
Edwin Olin Downes, mieux connu comme Olin Downes, est un critique musical et musicologue américain, né le 27 janvier 1886 à Evanston (Illinois) et mort le 22 août 1955 à New York.
Olin Downes est considéré comme l'« apôtre de Sibelius », compositeur dont il s'était fait le champion aux États-Unis. En tant que critique du New York Times, son influence sur les opinions musicales de son temps a été considérable, quoique certains de ses jugements se sont révélés peu équitables et mal confirmés par les tendances de la musique classique contemporaine.

## Biographie
Edwin Olin Downes est né à Evanston, Illinois, le 27 janvier 1886. Il étudie le piano à New York, au National Conservatory of Music of America, puis à Boston avec Carl Baermann comme professeur de piano, Louis Kelterborn pour l'histoire de la musique et l'analyse musicale, Homer Norris et Clifford Heilman pour la théorie, et John P. Marshall pour la critique musicale. Sa carrière de critique s'épanouira dans ces deux villes, par la suite, d'abord pour The Boston Post (de 1906 à 1924) puis pour le New York Times (de 1924 à 1955).
La musique de  Sibelius devient son sujet de prédilection. Il en rend compte avec admiration dès 1907, et accueille le compositeur finlandais lors de sa visite aux États-Unis, en 1914. Devenu le critique officiel du New York Times, Downes entreprend une véritable campagne de dénigrement des œuvres de Stravinsky, et invite Sibelius à revenir aux États-Unis présenter de nouveaux concerts. Le compositeur de Finlandia ne répond pas à ses sollicitations. Le prosélytisme de Downes à l'égard de Sibelius lui vaut bientôt le surnom d'« apôtre de Sibelius ». En 1937, il devient commandeur dans l'ordre de la Rose blanche de Finlande, précisément pour son engagement de critique pour la musique de Sibelius. En 1940, Downes est invité d'honneur et conférencier lors de la célébration des 75 ans du compositeur, à Helsinki.
En dehors des articles de presse, Downes publie deux monographies sur Sibelius. La première, intitulée Sibelius (1945), reprenant une collection de critiques journalistiques, paraît d'abord en finnois dans une traduction de Paul Sjöblom. La seconde, Sibelius the Symphonist (1956), est le dernier ouvrage de Downes, publié à titre posthume. En parallèle de ces engagements, selon Baker's Biographical Dictionary of Musicians, Downes défendit la musique d'autres grands compositeurs du XXe siècle, dont Richard Strauss, Prokofiev et Chostakovitch vis-à-vis du public américain.
Le grand dictionnaire anglais Grove's Dictionary of Music and Musicians considère que les articles d'Olin Downes ont « grandement influencé l'opinion musicale des États-Unis, de manière parfois rétrograde ». Parmi les compositeurs qu'il dénigrait systématiquement, on trouve aussi bien des musiciens postromantiques comme Elgar, et des compositeurs de l'avant-garde dodécaphonique sérielle comme Berg et Webern.
Ces partis pris se retrouvent dans ses critiques sur de grands interprètes. Durant les années 1930, il portait aux nues Arturo Toscanini et éreintait John Barbirolli, successeur de Toscanini comme directeur musical du New York Philharmonic, ce qui entraîna des protestations contre les attaques de Downes « incessantes et répétées ad nauseam ».

## Publications
- The lure of music: depicting the human side of great composers, with stories of their inspired creations (New York: Harper & Bros., 1918)
- Symphonic broadcasts (New York, L. MacVeagh, 1931)
- Symphonic masterpieces (New York, Dial Press, 1935)
- A treasury of American song  (avec Elie Siegmeister, New York, A.A. Knopf, 1943)
- Sibelius (Helsinki, Otava, 1945)
- Ten Operatic Masterpieces (avec Alberta Sordini and Léonard Marker, New York, Charles Scribner's Sons, 1952)
- Sibelius the Symphonist (New York, Philharmonic-Symphony Society of New York, 1956)
- Olin Downes on Music : a selection from his writings during the half-century 1906 to 1955 (New York, Simon and Schuster, 1957)